# Fabio Vitaioli
Fabio Vitaioli (ur. 5 kwietnia 1984 w San Marino) – sanmaryński piłkarz występujący na pozycji obrońcy w SS Murata i reprezentacji San Marino.

## Kariera klubowa
Karierę rozpoczynał w klubie SS Montevito, następnie występował w AC Juvenes/Dogana. W sezonie 2006/2007 grał we włoskim klubie Real Marecchia. W latach 2007–2011 był zawodnikiem SS Murata, z którym wywalczył mistrzostwo i Puchar San Marino. Podczas gry w tym klubie występował równocześnie w amatorskich włoskich klubach Olympia Nova-Secchiano, Real Marecchia i Virtus San Mauro a Mare. Od 2011 roku grał w AC Sammaurese oraz Tropical Coriano, gdzie występował razem z młodszym bratem Matteo. W 2015 roku powrócił do SS Murata.

## Kariera reprezentacyjna
Fabio Vitaioli występował w młodzieżowych reprezentacjach San Marino w kategoriach U-19 i U-21. Podczas eliminacji Mistrzostw Europy U-21 2004 dwukrotnie wystąpił w meczach przeciwko Polsce (1:5 i 0:7).
2 czerwca 2007 roku zadebiutował w seniorskiej reprezentacji San Marino w przegranym 0:6 meczu z Niemcami w ramach eliminacji Mistrzostw Europy 2008. 15 listopada 2014 roku podczas eliminacji Mistrzostw Europy 2016 wystąpił w zremisowanym 0:0 spotkaniu z Estonią. San Marino zdobyło tym samym pierwszy w historii punkt w kwalifikacjach mistrzostw Europy i przerwało jednocześnie serię 61 porażek z rzędu.

## Życie prywatne
Jego brat Matteo (ur. 1989) również jest piłkarzem występującym obecnie w reprezentacji San Marino. Obaj zawodnicy prowadzili wspólnie bar, którego byli właścicielami. W 2014 roku postanowili go sprzedać, gdyż praca kolidowała z treningami piłkarskimi.

## Sukcesy
SS Murata
- mistrzostwo San Marino (2007/08)
- Puchar San Marino (2008)